# Niotaze (Kansas)
Niotaze es una ciudad situada en el condado de Chautauqua, Kansas, Estados Unidos. Tiene una población estimada, a mediados de 2023, de 89 habitantes.

## Geografía
La localidad está ubicada en las coordenadas 37°04′02″N 96°00′52″O / 37.06722, -96.01444 (37.067346, -96.014469).

## Demografía
Según la estimación 2019-2023 de la Oficina del Censo, los ingresos medios de los hogares de la localidad son de $66,667 y los ingresos medios de las familias son de $70,536. Alrededor del 30.0% de la población está por debajo de la línea de pobreza.